# Universíada de Verão de 1985

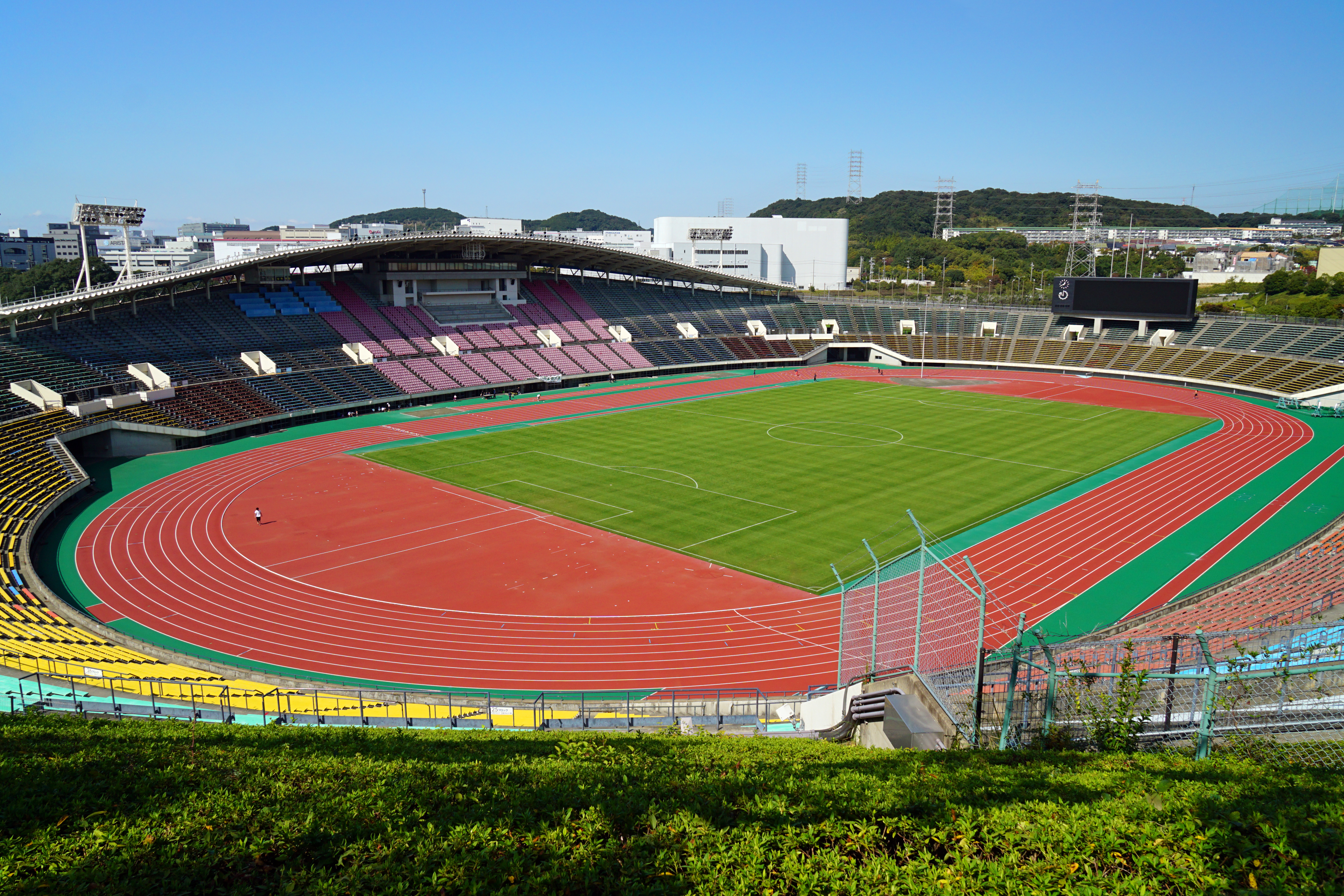
Kobe Universiade Memorial Stadium

A XIII Universíada de Verão foi realizada em Kobe, Japão entre 24 de Agosto e 4 de Setembro de 1985.

## Medalhas
O Quadro de medalhas é uma lista que classifica as Federações Nacionais de Esportes Universitários (NUSF) de acordo com o número de medalhas conquistadas. O país em destaque é o anfitrião.
| Ordem                                                 | País                | Medalha de ouro | Medalha de prata | Medalha de bronze |    |  |
| ----------------------------------------------------- | ------------------- | --------------- | ---------------- | ----------------- | -- |  |
| 1                                                     | URS União Soviética | 42              | 22               | 20                | 84 |  |
| 2                                                     | USA Estados Unidos  | 23              | 22               | 24                | 69 |  |
| 3                                                     | CUB Cuba            | 8               | 8                | 5                 | 21 |  |
| 4                                                     | CHN China           | 7               | 7                | 6                 | 20 |  |
| 5                                                     | ROU Romênia         | 6               | 7                | 6                 | 19 |  |
| 6                                                     | JPN Japão           | 6               | 3                | 7                 | 16 |  |
| 7                                                     | ITA Itália          | 4               | 6                | 5                 | 15 |  |
| 8                                                     | BUL Bulgária        | 4               | 6                | 4                 | 14 |  |
| 9                                                     | NED Países Baixos   | 3               | 1                | 4                 | 8  |  |
| 10                                                    | PRK Coreia do Norte | 3               | 1                | 3                 | 7  |  |
|                                                       |                     |                 |                  |                   |    |  |
| 18                                                    | BRA Brasil          | 1               | 2                | 2                 | 5  |  |
|                                                       |                     |                 |                  |                   |    |  |
| 25                                                    | POR Portugal        |                 | 1                |                   | 1  |  |
| Os demais países lusófonos não conquistaram medalhas. |                     |                 |                  |                   |    |  |

## Modalidades
Essas foram as modalidades disputadas. Os números entre parênteses representam o número de eventos de cada modalidade:

### Obrigatórias
As modalidades obrigatórias são determinadas pela Federação Internacional do Esporte Universitário (FISU) e, salvo alteração feita na Assembléia Geral da FISU, valem para todas as Universíadas de Verão. O futebol passou a ser compulsório nessa edição.
| - Atletismo (42) - Basquetebol (2) - Esgrima (8) - Futebol (1) | - Ginástica artística (14) - Natação (30) - Polo aquático (1) | - Saltos ornamentais (6) - Tênis (5) - Voleibol (2) |

### Opcional
As modalidades opcionais são determinadas pela Federação Nacional de Esportes Universitários (National University Sports Federation - NUSF) do país organizador.
- Judô (9)